# Microsoft Teams
Microsoft Teams — центр для командної роботи в Microsoft 365 від Microsoft, який інтегрує користувачів, вміст і засоби, необхідні команді для ефективнішої роботи. Застосунок об'єднує все в спільному робочому середовищі, яке містить чат для нарад, файлообмінник та корпоративні програми. Розроблений для смартфонів, що працюють на платформах Android, iOS, Windows Phone і комп'ютерів з операційною системою Windows 10 S, Windows 7 та вище або Mac OS X 10.10 та новіше.
Microsoft Teams є конкурентом таких сервісів, як Slack, і є еволюційним оновленням від Microsoft Skype для бізнесу.

## Історія
4 березня 2016 року з'явилися новини про те, що Microsoft розглядала можливість купівлі Slack за 8 мільярдів доларів, але Білл Гейтс був категорично проти покупки, заявивши, що замість цього компанія повинна зосередитися на поліпшенні Skype for Business. Ци Лу, виконавчий віцепрезидент по додатках і послугах, керував процесом купівлі Slack. Після складання повноважень та відходу від справ Ци Лу, 2 листопада 2016 року компанія Microsoft оприлюднила інформацію для громадськості про те, що Slack є прямим конкурентом.
Slack опублікував в New York Times повносторінкову рекламу, визнаючи Microsoft Teams конкурентним сервісом. Попри те, що Slack використовується у 28 компаніях зі списку Fortune 100, адміністрація Verge розглянула питання про те, щоб зробити сервіс платним, якщо Microsoft Teams надасть аналогічні функції в наявній підписці на Office 365 без додаткової плати. ZDNet повідомила, що компанії не конкурують за одну і ту ж аудиторію, оскільки Microsoft Teams не дозволяє учасникам приєднуватися без підписки до платформи. У квітні 2017 року у Microsoft Teams додано функцію вільної реєстрації. Своєю чергою, у відповідь на оголошені зміни в Microsoft Teams, Slack поглибив інтеграцію продуктів зі службами Google.
3 травня 2017 року Microsoft оголосила, що Microsoft Teams замінить Microsoft Classroom в Office 365 для освітніх установ. 7 вересня 2017 року було оприлюднено повідомлення «Skype для бізнесу — тепер Microsoft Teams». Компанія Майкрософт офіційно оприлюднила інформацію про створення Microsoft Teams 14 березня 2017 року в Нью-Йорку. Ця інформація була підтверджена 25 вересня 2017 року на щорічній конференції Microsoft Ignite.
12 липня 2018 року Microsoft анонсувала безкоштовну версію Microsoft Teams, яка пропонує більшість опцій зв'язку на платній основі, але обмежує кількість користувачів і обсяг сховища файлів.
Ідея та первинна розробка програми належала корпоративному віцепрезиденту Microsoft Браяну Макдональду.
У січні 2019 року корпорація Microsoft випустила оновлення, орієнтоване на «Firstline Workers», щоб поліпшити взаємодію команд Microsoft Teams між різними комп'ютерами для малого бізнесу.

28 лютого 2025 року Microsoft оголосила про припинення підтримки Skype 5 травня, і користувачам було надано можливість експортувати дані та/або переміщувати дані до Microsoft Teams.

## Мови
Microsoft Teams доступний 39-ма мовами:
- англійською,
- арабською,
- в'єтнамською,
- грецькою,
- данською,
- івритом,
- індонезійською,
- іспанською,
- каталонською,
- традиційною і спрощеною китайською,
- корейською,
- малайською,
- нідерландською,
- німецькою,
- норвезькою,
- польською,
- португальською,
- російською,
- тагальською,
- тайською,
- турецькою,
- угорською,
- українською,
- фінською,
- французькою,
- хінді,
- чеською,
- шведською,
- японською.

## Особливості
- Чати. Teams дозволяє користувачам спілкуватися через чати. Чати в Teams є постійними, тому користувачам не потрібно перевіряти історію розмов, на відміну від Skype для бізнесу. Teams дозволяє користувачам форматувати текст, використовувати емодзі під час чатів. Користувачі можуть позначити повідомлення як термінове або важливе. Важливі повідомлення позначаються червоним.
- Команди. Teams дозволяє спільнотам, групам або командам приєднуватися за допомогою певної URL-адреси або запрошення, надісланого адміністратором або власником команди. Teams for Education дозволяє адміністраторам і викладачам створювати певні команди для класів, професійних навчальних спільнот (PLC), співробітників і всіх.[5]
- Канали. Усередині команди учасники можуть налаштовувати канали. Канали — це теми для розмови, які дозволяють членам команди спілкуватися без використання електронної пошти або групових SMS (текстові повідомлення). Користувачі можуть відповідати на повідомлення текстом, а також зображеннями, GIF-файлами та створеними на замовлення макросами зображень. Прямі повідомлення дозволяють користувачам надсилати приватні повідомлення певному користувачеві, а не групі людей. Конектори — це сервіси сторонніх розробників, які можуть передавати інформацію на канал. З'єднувачі включають MailChimp, Facebook Pages, Twitter, PowerBI та Bing News.
- Дзвінок. Дзвінки забезпечуються за допомогою: миттєвих повідомлень, передачі голосу по IP (VoIP) та відеоконференцій всередині клієнтського програмного забезпечення. Teams також підтримує конференції з комутованою телефонною мережею (PSTN), що дозволяє користувачам дзвонити на номери телефону з клієнта.
- Meeting. Зустрічі можна планувати або створювати спеціально, і користувачі, які відвідують канал, зможуть побачити, що зустріч зараз триває. Teams також має плагін для Microsoft Outlook, щоб запрошувати інших на Teams meeting.[6] Це підтримує тисячі користувачів, які можуть підключатися через посилання на зустріч.[7]
- Освіта. Microsoft Teams дозволяє викладачам розповсюджувати, надавати зворотний зв'язок та оцінювати завдання учнів, передані через Teams, за допомогою вкладки «Завдання», доступної для передплатників Office 365 for Education.[8] Тести також можна призначати студентам завдяки інтеграції з Office Forms.[9]
- Протоколи. Microsoft Teams базується на ряді специфічних для Microsoft протоколів.[10] Відеоконференції реалізуються за протоколом MNP2, відомим зі споживчої версії Skype. Протокол MS-SIP від Skype для бізнесу більше не використовується для підключення клієнтів Teams. Клієнтам VoIP і відеоконференцій на основі SIP і H.323 потрібні спеціальні шлюзи для підключення до серверів Microsoft Teams. За допомогою Interactive Connectivity Establishment (ICE) клієнти, які стоять за маршрутизаторами трансляції мережевих адрес і обмежувальними брандмауерами, також можуть підключатися, якщо одноранговий режим неможливий.

## Робота з шаблонами в Microsoft Teams
Шаблони групи — це готова заготовка визначення структури групи, створена за визначеними потребами або проєктом. Шаблони групи можна використовувати для швидкого створення каналів з різних тем та перед встановленням додатків для роботи з важливим контентом і службами. Шаблони групи надають структуру попередньо визначеної групи в Microsoft Teams, яка допоможе користувачеві легко узгоджувати роботу в групах організації.
Базовий шаблон — це спеціальний шаблон, який створений Microsoft для окремих галузей. В ньому містяться власні додатки, які не доступні як сховища і групи, які ще не підтримуються окремо в шаблонах групами.
Після визначення типу базового шаблону можна змінити його на спеціальний шаблон, за допомогою додаткових властивостей, які користувач може виокремити. Однак деякі типи базового шаблону містить властивості, які не можуть бути перевизначеними. За замовчуванням базового шаблону — це значення Standard, яке не містить всі додаткові спеціалізовані додатки або спеціальні властивості. Нижче зазначений поточний список типів базового шаблону.
| Тип базового шаблону     | Ідентифікатор базового шаблону                                                                            | Властивості базового шаблону |  |
| ------------------------ | --- | --- |  |
| Standard                 | https://graph.microsoft.com/beta/teamsTemplates('standard')                                               | Немає[недоступне посилання з серпня 2019] додаткових додатків і властивостей |  |
| Освіта-група класу       | https://graph.microsoft.com/beta/teamsTemplates('educationClass')%5Bнедоступне+посилання+з+серпня+2019%5D | Додатки: Записник OneNote для класу (прикріплений до вкладки «Загальні») Властивості групи: Група видимості, задайте значення HiddenMembership (не може бути перевизначеним) |  |
| Освіта-група працівників | https://graph.microsoft.com/beta/teamsTemplates('educationStaff')                                         | [недоступне посилання з серпня 2019] Додатки: Записник OneNote персоналу (прикріплений до вкладки «Загальні») Призначення додатку (прикріплений до вкладки «Загальні») Властивості групи: Видимі групи, задайте значення HiddenMembership (не може бути перевизначеним)                                                                               |  |
| Освіта-група PLC         | https://graph.microsoft.com/beta/teamsTemplates('educationProfessionalLearningCommunity')                 | [недоступне посилання з серпня 2019] Канали: SHIFT передачі Властивості групи: Група видимості встановлено значення Private Дозволи учасників: - Заборонити членам створювати, оновлювати і видаляти канали - Заборонити членам додавати додатки - Заборонити членам видаляти додатки - Заборонити члени створювати, оновлювати і видаляти з'єднувачі |  |